# Susumu Kimura
Susumu Kimura (木村 進?, Kimura Susumu; Prefettura di Aichi, 1º giugno 1891 – 16 marzo 1980) è stato un ammiraglio giapponese, attivo durante la seconda guerra mondiale.
Si arruolò nella marina imperiale giapponese nel 1912 e conseguì una specializzazione in navigazione. Non partecipò alla prima guerra mondiale, servendo invece nelle acque giapponesi su varie unità (corazzate, incrociatori, naviglio ausiliario). Alla fine del 1922 divenne ispettore dei dragamine e dal dicembre 1925, come capitano di corvetta, fu istruttore sull'obsoleto incrociatore Kasuga e detenne su numerose unità la qualifica di ufficiale di rotta. A partire dai primi anni trenta, promosso capitano di vascello, fu comandante del cacciatorpediniere Uranami, di alcune divisioni di cacciatorpediniere e quindi dell'incrociatore leggero Sendai. Tra 1938 e 1939 lavorò presso nella divisione di ricerca dell'arsenale di Yokosuka e poi, dopo aver comandato altre due unità da guerra, fu assegnato al Comando idrografico navale.
Kimura rimase per i primi mesi escluso dalle operazioni aperte con l'attacco di Pearl Harbor. Nell'aprile-maggio 1942 fu promosso contrammiraglio e nominato comandante della 10ª Squadriglia cacciatorpediniere, formazione con la quale partecipò alla cruciale battaglia delle Midway in appoggio alle portaerei nipponiche; aggregato alla 3ª Flotta, fu poi presente alla battaglia delle Salomone Orientali (23-25 agosto) e a quella di Santa Cruz (25-26 ottobre), prendendo infine parte ai due scontri notturni che compongono la battaglia navale di Guadalcanal: nel corso di quest'ultimi dette prova di notevole perizia e determinazione nonostante il caos imperante. Nel 1943 fu riassegnato a compiti di addestramento nelle acque nazionali e solo a fine anno riprese il comando del 10º Squadrone, che condusse in altri due grandi combattimenti navali: la disastrosa battaglia del Mare delle Filippine (19-20 giugno 1944), scontro aeronavale per eccellenza che gli impedì di avere un qualche ruolo, e la battaglia del Golfo di Leyte (23-26 ottobre), cui sopravvisse con perdite contenute nella sua unità.
Nell'ultimo anno di guerra rimase in patria e divenne viceammiraglio, dirigendo il Comando idrografico navale; concluso il conflitto, lasciò la carriera militare nel novembre 1945 e morì nel 1980.

## Biografia

### Inizio della carriera
Susumu Kimura nacque nel 1891 nella prefettura di Aichi. In giovane età s'iscrisse all'Accademia navale di Etajima, studiò nella 40ª classe e si diplomò il 17 dicembre 1912, cinquantacinquesimo su 144 allievi; ottenne il brevetto di aspirante guardiamarina e fu imbarcato sull'incrociatore corazzato Adzuma per la crociera d'addestramento. Tornato in patria fu trasferito il 1º maggio 1913 sulla nave da battaglia Aki, poi il 1º dicembre passò all'incrociatore corazzato Tokiwa, ricevendo al contempo la promozione a guardiamarina. Rimase a bordo, però, solo fino al 15 gennaio 1914 e per oltre due mesi non ebbe assegnazioni. Il 23 marzo 1915 fu destinato nuovamente alla nave da battaglia Aki, sulla quale rimase per il resto dell'anno. Il 13 dicembre, nominato sottotenente di vascello, intraprese il Corso base alla Scuola d'artiglieria navale, cui seguì dal 1º giugno 1916 il Corso base alla Scuola siluristi. Sei mesi più tardi fu aggregato all'equipaggio della nave officina Kantō e, da questa passò a bordo della torpediniera Shiratsuyu il 1º dicembre 1917. Il 1º dicembre 1918 lasciò l'incarico in mare per attendere al Corso di Navigazione offerto dal Collegio navale di Tokyo, il quale durò un anno: ricevuto il diploma, il 1º dicembre 1919 salì a bordo del trasporto Matsue con il grado di tenente di vascello, proprio per mettere a frutto gli insegnamenti ricevuti.

### Gli anni venti e trenta
Kimura divenne ufficiale addetto alla rotta del trasporto Matsue il 27 aprile 1920 e in questa funzione continuò a servire sino al 1º dicembre, quando fu trasferito al cacciatorpediniere Amatsukaze (nave ammiraglia di una divisione) con il medesimo incarico; già il 15 dicembre, comunque, fu riassegnato al cacciatorpediniere Akikaze in qualità di direttore di macchina, poi il 1º aprile 1921 tornò a espletare i compiti di ufficiale addetto alla rotta su tale unità. L'8 giugno fu di nuovo trasferito, questa volta al trasporto Takasaki e sempre ufficiale di navigazione. Il 15 maggio fu investito della particolare carica di supervisore di dragamine e dieci giorni più tardi gli fu assegnato il dragamine Kurema Maru. Il 21 ottobre ebbe un incarico a terra presso il 1º Distretto navale con quartier generale a Yokosuka, ma il 1º dicembre fu richiamato urgentemente per fungere da ufficiale di rotta pro tempore a bordo del posamine Aso e solo il 16 aprile 1923 rientrò a Yokosuka. Aggregato a un'unità provvisoria di difesa della base sino a novembre, il 15 dicembre fu trasferito alla nave officina Kanto come ufficiale addetto alla navigazione. Il 1º dicembre 1924 fu riassegnato alla vecchia nave da battaglia Fuji con la funzione di ufficiale istruttore, per addestrare le reclute nella manovra di grandi unità; l'anno successivo, con lo stesso compito, passò a bordo dell'obsoleto incrociatore corazzato Kasuga ed ebbe al contempo una promozione a capitano di corvetta; il 7 dicembre riebbe inoltre il precedente incarico sulla Fuji. Il 1º novembre 1926 divenne ufficiale di rotta sull'incrociatore leggero e nave ammiraglia Kinu e circa un anno più tardi (il 1º dicembre 1927) fu investito di tre incarichi contemporanei: istruttore sulla Fuji e ufficiale di rotta e istruttore sul Kasuga. L'intensivo lavoro lo tenne occupato per più di un anno e si concluse solo il 1º febbraio 1929, quando fu riassegnato all'incrociatore pesante Myoko in qualità di direttore di macchina. Poco dopo, il 17 marzo, ebbe il compito definitivo di ufficiale addetto alla navigazione.

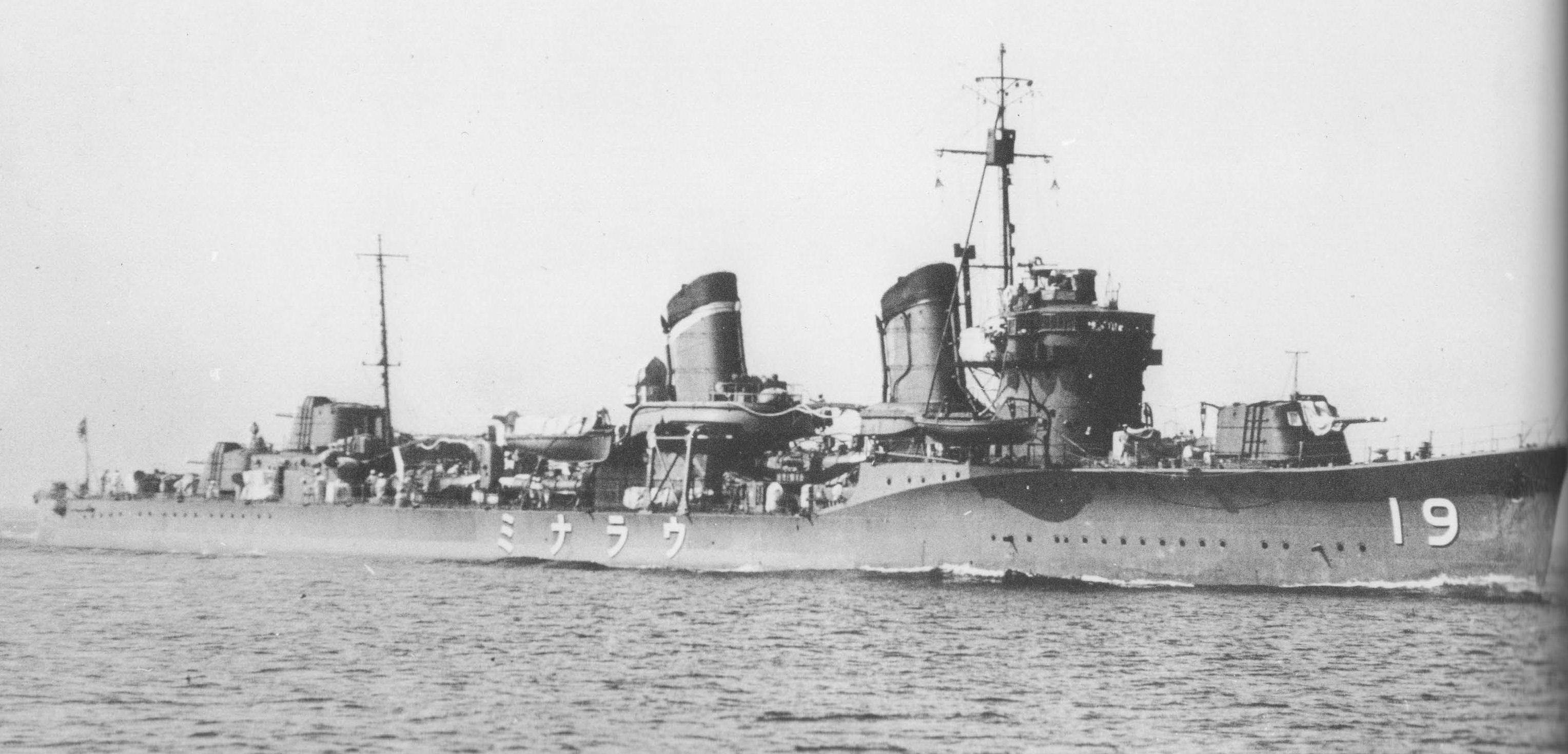
Lo Uranami, prima nave comandata dal capitano Kimura

Il 1º novembre 1930 Kimura passò a bordo della corazzata Hyuga, ammiraglia della 3ª Divisione, sempre come ufficiale di rotta: vi prestò servizio per oltre due anni, periodo durante il quale ricevette la nomina a capitano di fregata (fine 1931); il 1º dicembre 1932 gli furono nuovamente affidati plurimi incarichi come istruttore: sul Kasuga, sulla Fuji e alla Scuola di artiglieria navale l'anno successivo divenne istruttore alla scuola di artiglieria navale. Il 1º maggio 1933 ebbe infine il suo primo comando in mare nel cacciatorpediniere Uranami, seguito dopo il 15 novembre dallo Ushio; infine il 15 novembre 1934 fu messo a capo della 2ª Divisione. Il 10 aprile 1934 tornò a terra per un mese circa al 1º Distretto navale (Yokosuka) prima di divenire vice-comandante dell'incrociatore corazzato Iwate, impegnato nelle crociere di addestramento delle classi di cadetti. Già il 31 ottobre rientrò in servizio in prima linea quale comandante della 30ª Divisione cacciatorpediniere il 31 ottobre e il 1º dicembre 1936, promosso a capitano di vascello, fu trasferito alla testa della 19ª Divisione cacciatorpediniere per un anno. Un anno esatto più tardi, infine, assunse il comando dell'incrociatore leggero Sendai, con il quale prestò servizio in Cina. Dopo questo intenso ciclo di operazioni in mare, rientrò in patria e il 15 dicembre 1938 fu assegnato a una mansione burocratica: capo del 1º Ufficio della Divisione ricerca di navigazione, dipendente dall'arsenale di Yokosuka.

### La seconda guerra mondiale

#### 1939-1942
Il 15 novembre 1939 Kimura concluse il suo mandato all'arsenale di Yokosuka e assunse il comando dell'incrociatore pesante Mikuma, facendo una seconda esperienza sul fronte cinese; il 1º novembre 1940 gli fu affidata la corazzata rimodernata Haruna. Il 20 agosto 1941 cedette il comando al capitano di vascello Shintarō Hashimoto ed ebbe nuovi ordini che lo destinarono a una serie di simultanee mansioni amministrative: capo del 1º Ufficio, Comando idrografico navale; capo delle sezioni 1 e 2 dipendenti dal medesimo ufficio. Comunque il 1º ottobre ebbe confermato solo la prima posizione, che continuò a gestire anche dopo l'attacco di Pearl Harbor e l'inizio delle ostilità contro gli Stati Uniti e gli Alleati.
Il 20 marzo 1942 Kimura fu integrato nello stato maggiore della 1ª Flotta aerea, ovvero la squadra del viceammiraglio Chūichi Nagumo reduce da Pearl Harbor e numerose altre operazioni vincenti; il 10 aprile però fu rapidamente riassegnato quale comandante dell'appena attivato 10ª Squadriglia cacciatorpediniere (incarico che il 1º maggio giustificò la sua promozione a contrammiraglio): egli issò le sue insegne a bordo dell'incrociatore leggero Nagara ed ebbe ai suoi ordini la 4ª Divisione (Arashi, Nowaki, Hagikaze, Maikaze), la 10ª Divisione (Kazagumo, Akigumo, Makigumo, Yugumo) e la 17ª Divisione cacciatorpediniere (Isokaze, Urakaze, Tanikaze, Hamakaze) Con tale formazione seguì le portaerei del viceammiraglio Nagumo nella battaglia delle Midway (4-6 giugno), durante la quale contribuì agli sbarramenti contraerei che, tuttavia, in ultimo si rivelarono insufficienti per proteggere le preziose unità: quando l'ammiraglia Akagi fu gravemente colpita e incendiata nella mattinata del 4 giugno, lo stato maggiore e Nagumo si trasferirono sul Nagara, che funse da nuova nave comando. Rientrato in Giappone con il resto delle flotte nipponiche, Kimura fu riassegnato il 14 luglio alla 3ª Flotta (erede della 1ª Flotta aerea e sempre al comando del viceammiraglio Nagumo) con compiti di scorta ravvicinata alle portaerei Shokaku, Zuikaku, Ryujo e Zuiho; la squadra si portò a metà agosto nella base aeronavale di Truk assieme alla 2ª Flotta del viceammiraglio Nobutake Kondō per partecipare alla campagna di Guadalcanal. Le due formazioni combatterono subito dopo nella battaglia delle Salomone Orientali (23-25 agosto), durante la quale Kimura ebbe ordine di dividere le sue forze: con il Nagara e sei cacciatorpediniere (Yukikaze, Maikaze, Tanikaze, Hatsukaze, Nowaki, Akizuki) si aggregò a un gruppo d'avanguardia costituita attorno alle due corazzate Hiei Kirishima, mentre la 10ª Divisione fu assegnata alla scorta diretta delle portaerei. Comunque nello scontro Kimura non ebbe alcun ruolo di rilievo. Per i successivi due mesi andò incontro a una ridotta attività militare, poiché la Flotta Combinata non scese in campo; solo a fine ottobre, in contemporanea a una vasta offensiva terrestre su Guadalcanal, la marina organizzò una sortita in forze che culminò nella battaglia delle isole Santa Cruz del 25-26 ottobre. Di nuovo, Kimura suddivise la 10ª Squadriglia tra il gruppo d'avanguardia (Nagara, la 10ª e la 17ª Divisione) e la scorta ravvicinata alle portaerei che comprese il Maikaze, lo Hamakaze, lo Arashi e lo Yukikaze. La natura prevalentemente aeronavale del combattimento lo fece rimanere in disparte e l'unica azione che portò a termine fu l'affondamento del relitto della portaerei USS Hornet, abbandonata dagli statunitensi: i siluri del Makigumo e dello Akigumo la colarono a picco.
Tra la fine di ottobre e l'inizio di novembre Kimura vide la forza della 10ª Squadriglia ridotta alla 7ª Divisione cacciatorpediniere (Akatsuki, Ikazuchi, Inazuma), a una sezione della 16ª (Amatsukaze, Yukikaze) e al Teruzuki distaccato dalla 61ª Divisione. Egli partecipò con queste unità alla violenta e confusa battaglia navale di Guadalcanal nella notte tra il 12 e il 13 novembre 1942, che impedì alla 2ª Flotta di bombardare l'aeroporto sull'isola: rimasto presto senza alcun contatto con le navi dello squadrone, manovrò con abilità il Nagara che infatti, nonostante la posizione prodiera, non subì alcun danno; i cacciatorpediniere combatterono del pari risolutamente e provocarono la gran parte delle perdite statunitensi. Lo Akatsuki, anch'esso in posizione avanzata, fu invece subito inquadrato dalle salve statunitensi, poiché aveva acceso i proiettori, e messo fuori combattimento dopo pochi minuti; affondò dopo le 02:00. La squadra nipponica ripiegò nel corso del 13 e presso l'atollo di Ontong Java il viceammiraglio Kondō riunì tutte le navi ancora abili al combattimento per tentare un nuovo attacco nella notte tra il 14 e il 15; Kimura formò lo schermo difensivo del gruppo da bombardamento (Kirishima, incrociatori pesanti Atago, Takao) con il Nagara, il Teruzuki e lo Inazuma rimasti indenni. La squadra giapponese s'imbatté comunque in forze nemiche, pari a quattro cacciatorpediniere e alle due corazzate USS Washington e USS South Dakota, che furono affrontati in prima battuta dalla menomata 10ª Squadriglia, cui erano stati aggregati anche lo Asagumo e il Samidare della 4ª Squadriglia. Kimura mise fuori causa i cacciatorpediniere statunitensi a colpi di cannone e soprattutto impiegando i siluri, quindi tornò a nord-ovest di Savo per riunirsi al gruppo da bombardamento, cui Kondō aveva dato ordine di procedere con la missione. La rotta lo fece invece avvicinare alle due corazzate statunitensi, le quali sopravvissero al pur intenso fuoco e distrussero la Kirishima, perdita che convinse il viceammiraglio a ripiegare.

#### 1943-1944
Nelle settimane seguenti alla devastante battaglia non si verificò più alcuna operazione di rilievo, il che si tradusse in una scarsa attività per Kimura; il 21 gennaio 1943 egli lasciò il comando della 10ª Squadriglia, fu rimpatriato e lavorò per un certo periodo al 1º Distretto navale (Yokosuka). Il 1º aprile, considerata la sua esperienza, fu messo a capo dell'11ª Squadriglia cacciatorpediniere, appositamente attivata per addestrare le formazioni di cacciatorpediniere di scorta: egli ne diresse le attività dall'ammiraglia Tatsuta sino al 20 novembre 1943. A questa data cedette il posto al contrammiraglio Tamotsu Takama per divenire assistente allo stato maggiore della 3ª Flotta, un incarico di breve durata cui seguì il 3 dicembre il riottenimento del comando della 10ª Squadriglia. Kimura ebbe ai suoi ordini la nuova ammiraglia Yahagi, la 17ª Divisione (eccettuato lo Hamakaze rimpiazzato dallo Asagumo) e l'intera 61ª Divisione (Hatsuzuki, Wakatsuki, Akizuki, Shimozuki, Minazuki) e fu aggregato alla 1ª Flotta mobile del viceammiraglio Jisaburō Ozawa, che riuniva la componente aeronavale e la 2ª Flotta in una formazione più elastica. Tale squadra scese in battaglia il 19 e 20 giugno nel Mare delle Filippine per scongiurare la conquista statunitense delle vitali isole Marianne; Kimura rimase con la 10ª Squadriglia a difesa delle portaerei Taiho, Shokaku e Zuikaku, ma non fu capace di respingere gli audaci attacchi dei sommergibili statunitensi, responsabili della distruzione delle prime due unità. Durante il trasferimento attraverso le Filippine aveva accusato inoltre la perdita del Minazuki e del Tanikaze, vittime rispettivamente il 6 e il 9 giugno dello stesso sommergibile, lo USS Harder.
La 1ª Flotta mobile rientrò nelle acque nazionali subito dopo e Kimura passò nei mesi successivi nuovamente agli ordini della 2ª Flotta, guidata ora dal viceammiraglio Takeo Kurita. Visto il logorio dell'aviazione imbarcata, proprio tale squadra divenne il fulcro del piano di difesa per le Filippine, Shō-Gō 1: mentre il viceammiraglio Ozawa avrebbe attirato lontano la potente Terza Flotta statunitense, Kurita sarebbe passato all'attacco dei vulnerabili gruppi anfibi. Non appena fu chiaro, alla metà di ottobre, che le forze americane sarebbero sbarcate a Leyte, l'operazione fu attivata: Kurita distaccò una parte delle sue navi con l'ordine di attaccare da sud le spiagge di Leyte, mentre lui stesso avrebbe portato l'offensiva da nord. Kimura seguì questo secondo gruppo con l'ammiraglia Yahagi, la 10ª Divisione (Kiyoshimo, Nowaki) e la 17ª Divisione (Isokaze, Hamakaze, Yukikaze, Urakaze). Nel corso della grande battaglia del Golfo di Leyte Kimura riuscì a far passare quasi indenne la 10ª Squadriglia attraverso il Mare di Sibuyan e poi partecipò al caotico scontro dinanzi Samar del 25 ottobre; diverse sue unità rimasero danneggiate e lo stesso Yahagi incassò numerose granate, ma Kimura non fu ferito. In seguito alla ritirata il Nowaki, attardatosi a recuperare naufraghi, fu raggiunto e affondato da una squadra distaccata della Terza Flotta nella notte del 26 ottobre.

### Ultimi anni e morte
La disfatta navale nelle Filippine segnò la fine delle grandi operazioni della provata Marina imperiale, che infatti si concentrò nei porti di Singapore e nazionali. Kimura seguì la 2ª Flotta nelle acque delle ex Indie orientali olandesi e il 15 novembre lasciò come da ordini il comando della 10ª Squadriglia; fu rimpatriato e rimase a disposizione dello stato maggiore generale, che il 19 dicembre lo nominò direttore della Scuola di navigazione. Il 1º maggio 1945, in concomitanza con la nomina a viceammiraglio, divenne Direttore del Comando idrografico navale, posizione nella quale lo trovò la fine della guerra. Il 29 novembre 1945 Kimura diede le dimissioni e si ritirò a vita privata: visse in disparte sino alla morte, avvenuta il 16 marzo 1980 all'età di 88 anni.